# Vox Lux
«Vox Lux» — фільм 2018 року режисера і сценариста Бреді Корбета за оповіданням Корбета та Мони Фастволд. У фільмі зіграли Наталі Портман, Джуд Лоу, Реффі Кессіді, Стейсі Мартін і Дженніфер Елі.
Фільм отримав загалом схвальні відгуки кінокритиків. Прем'єра відбулася 4 вересня 2018 року на 75-му Венеціанському кінофестивалі. 7 грудня 2018 року вийшов у США.

## Сюжет
У 1999 році сестри Селеста та Елеонора переживають трагедію, коли в їхній школі один з учнів влаштовує масове вбивство. Сестри пишуть пісню про їхні переживання, що робить їх знаменитими. Селеста стає співачкою під керівництвом старшої сестри Елеонори. У 2017 році Селеста, тепер вже мати школярки Альбертіни, переживає проблеми з кар'єрою через скандали.

## В ролях
| • Наталі Портман   | … | Селеста                          |
| • Реффі Кессіді    | … | Селеста в молодості / Альбертіна |
| • Джуд Лоу         | … | менеджер                         |
| • Стейсі Мартін    | … | Елеонора                         |
| • Дженніфер Елі    | … | Джосі                            |
| • Віллем Дефо      | … | оповідач                         |
| • Крістофер Ебботт | … | журналіст                        |
| • Фред Хехінгер    | … | Ейден                            |
| • Метт Сервітто    | … | батько Селести                   |
| • Мег Гібсон       | … | мати Селести                     |
| • Марія Діззія     | … | Стефані Дуайер                   |

## Касові збори
Фільм зібрав 0,7 мільйона доларів США та Канади та 0,7 мільйона доларів США в інших країнах світу, що склало 1,4 мільйона доларів у всьому світі проти бюджету виробництва в 11 мільйонів доларів. Продажі його DVD/Blu-ray релізів склали 115 195 доларів.

## Критика
Фільм отримав позитивні оцінки кінокритиків. На сайті Rotten Tomatoes фільм має рейтинг 66 % на основі 103 рецензій критиків із середньою оцінкою 6,8 з 10. Критичний консенсус веб-сайту звучить так: «Інтригуючий, хоч і недосконалий, Vox Lux досліджує приваби та підводні камені сучасної знаменитості за допомогою гострого інтелекту та візуального стилю, укріпленого впевненою грою Наталі Портман». На сайті Metacritic фільм отримав оцінку 72 зі 100 на основі 28 рецензій, що відповідає статусу «в основному позитивні відгуки».